# مسجد السلطان حسن البلقيه (الفلبين)
مسجد السلطان حسن البلقيه والمعروف أيضا باسم مسجد كوتاباتو الكبير يعد المسجد أكبر مسجد في الفلبين، يقع المسجد في منطقة بارانغاي كالانغنان الواقعة في مدينة كوتاباتو .
وقد تم تمويل بناء المسجد من قبل السلطان حسن البلقيه سلطان بروناي دار السلام، وبلغت تكلفة بناء مسجد السلطان حسن البلقيه 48 مليون دولار أمريكي، فهو أكبر مسجد في الفلبين، وقد قام سلطان بروناي بتمويل بناء المسجد من أمواله الشخصية لمساعدة السكان المسلمين الجدد في جنوب الفلبين .

## وصلات خارجية
- موقع مسجد السلطان حسن البلقيه
- ألبوم صور مسجد السلطان حسن البلقيه